# Dunedin Railways
Le Dunedin Railways (anciennement Taieri Gorge Railway) est une ligne de chemin de fer de Nouvelle-Zélande. Essentiellement touristique, elle suit la vallée formée par le Taieri dans les limites administratives de la ville de Dunedin, dans l'Otago. 
le chemin de fer relie en une soixantaine de kilomètres la gare du centre-ville à Middlemarch sur une voie étroite (voie dont l'écartement est de 1 067 mm).